# Бутониера
Бутониѐрата е флорална декорация, обикновено едно цвете или цветна пъпка, носена върху ревера на смокинг или костюм.
Макар да са носени често в миналото, бутониерите обикновено са запазени за специални случаи, за които официалното облекло е стандартно, като на абитуриентски балове, домашни посещения, погребения и сватби. В наши дни пин (брошка) на ревера се носи по-често от цветя върху бизнес костюми.

## История
Думата бутониера произлиза от френската дума „boutonnière“. Подобно на сватбен букет през 16 век бутониерите са били използвани за предпазване от лош късмет и зли духове. Те също са служели за предпазване от неприятни аромати и се е смятало, че предпазват от болести.